# Vytenis Lipkevičius
Vytenis Lipkevičius (Vilkija, 7 de enero de 1992) es un baloncestista lituano que pertenece a la plantilla del Krepšinio klubas Lietkabelis de la LKL. Con 1,96 metros de estatura, juega en la posición de base.

## Trayectoria deportiva
Sus primeros pasos en el baloncesto los dio en las categorías inferiores del Žalgiris Kaunas, donde jugó en su segundo equipo hasta que en 2008 fichó por el LSU-Atletas, donde promedió en su primera temporada 9,8 puntos y 2,9 rebotes por partido.
En 2011 regresó al Žalgiris, donde en su primera temporada promedió 3,8 puntos y 2,8 rebotes por partido. Renovó con el equipo en 2013 y posteriormente en 2015, con los que en la temporada 2015-16 promedió 2,3 puntos y 2,7 rebotes por partido.
En septiembre de 2016 fichó por el Krepšinio klubas Prienai.

### Selección nacional
Participó en su etapa juvenil en los Campeonato Europeo Sub-20  con la selección nacional en 2008, donde ganaron la medalla de plata, y donde promedió 12,0 puntos y 5,0 rebotes por partido, y al año siguiente, competición en la que acabaron en quinta posición. Participó además n la Universiada de 2013, donde acabaron en quinta posición también, torneo en el que promedió 8,8 puntos y 4,1 rebotes por partido.